# Apeadeiro de Livramento
O Apeadeiro de Livramento é uma interface da Linha do Algarve, que serve a freguesia de Senhora do Livramento, no concelho de Tavira, em Portugal.

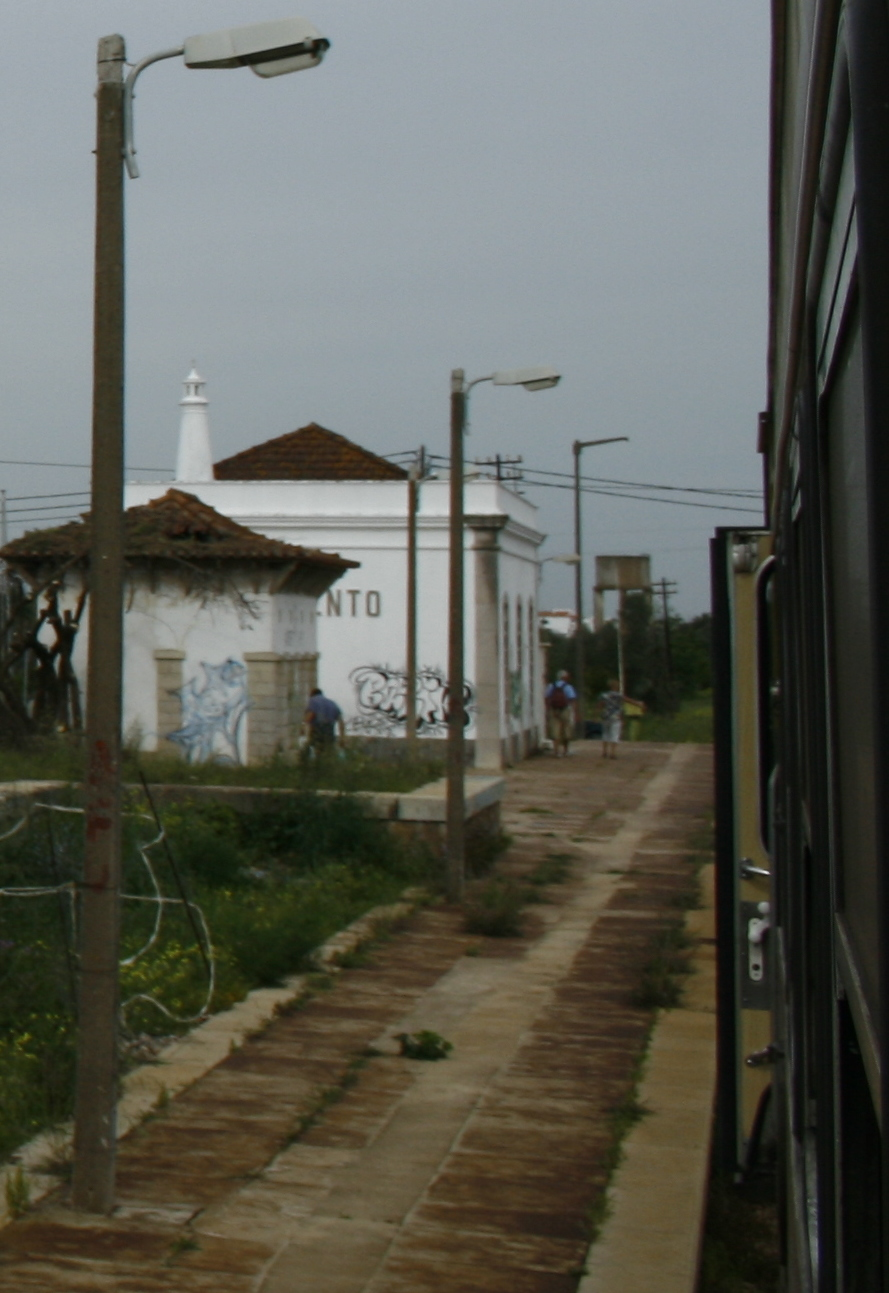
Vista geral em 2010.

## Descrição

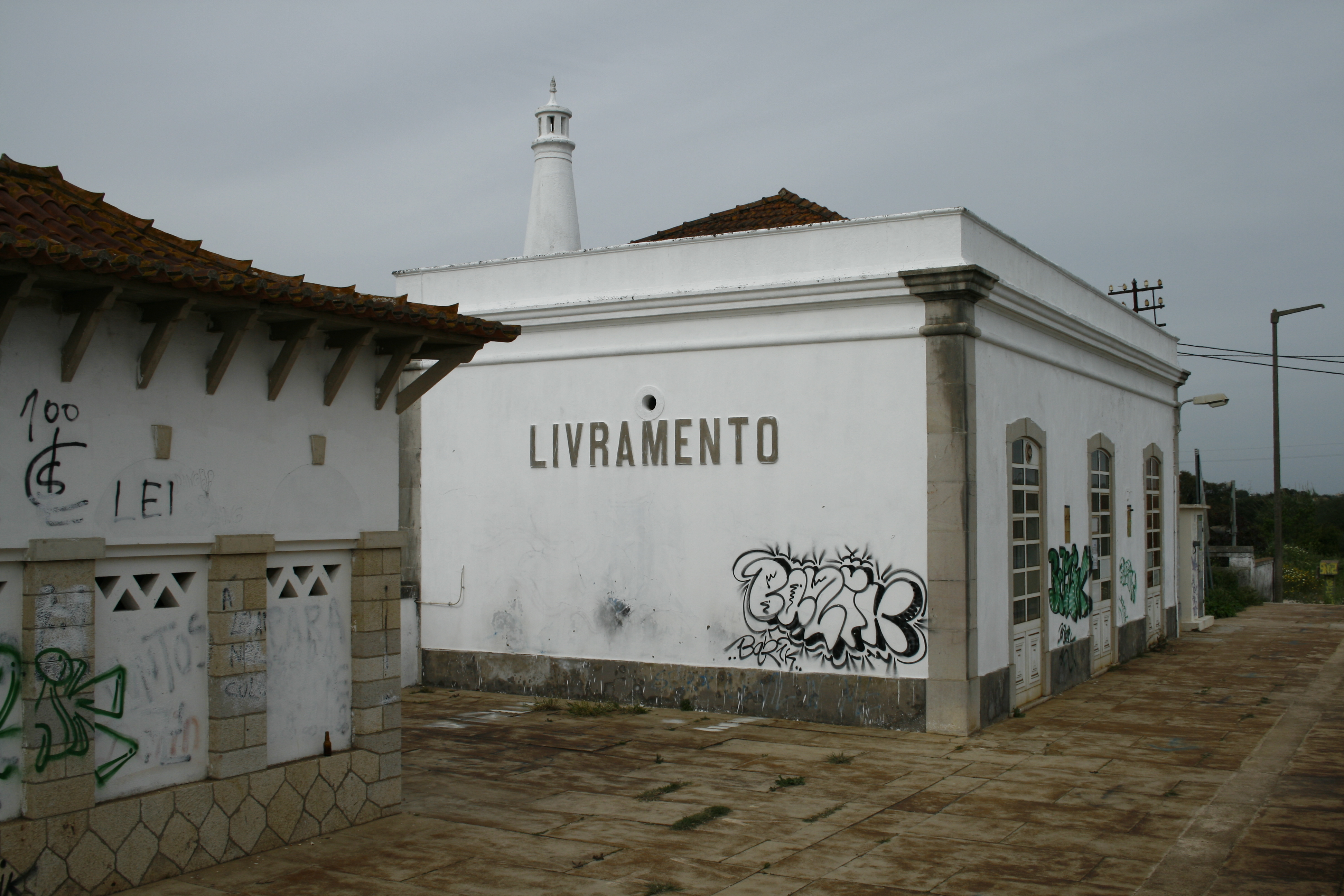
Edifício de passageiros do apeadeiro de Livramento, em 2010.

### Localização e acessos
Este interface situa-se a curta distância do centro onomástico da difusa localidade que nominalmente serve.

### Infraestrutura
Como apeadeiro em linha em via única, esta interface tem uma só plataforma, que tem 80 m de comprimento e 76 cm de altura. O edifício de passageiros situa-se do lado norte da via (lado esquerdo do sentido ascendente, a V.R.S.A.).

### Serviços
Em dados de 2023, esta interface é servida por comboios de passageiros da C.P. de tipo regional tipicamente com treze circulações diárias de Faro a Vila Real de Santo António e dez no sentido oposto.

## História

### Construção e inauguração
No dia 12 de Dezembro de 1902, teve lugar a arrematação para a construção de várias infra-estruturas no lanço do Caminho de Ferro do Sul entre a Fuseta e Tavira, incluindo um apeadeiro com o nome de Livramento, cuja base de licitação foi de 2:800$000 réis.
Este apeadeiro situa-se no troço entre a Fuseta e Luz de Tavira, que entrou ao serviço em 31 de Janeiro de 1905.

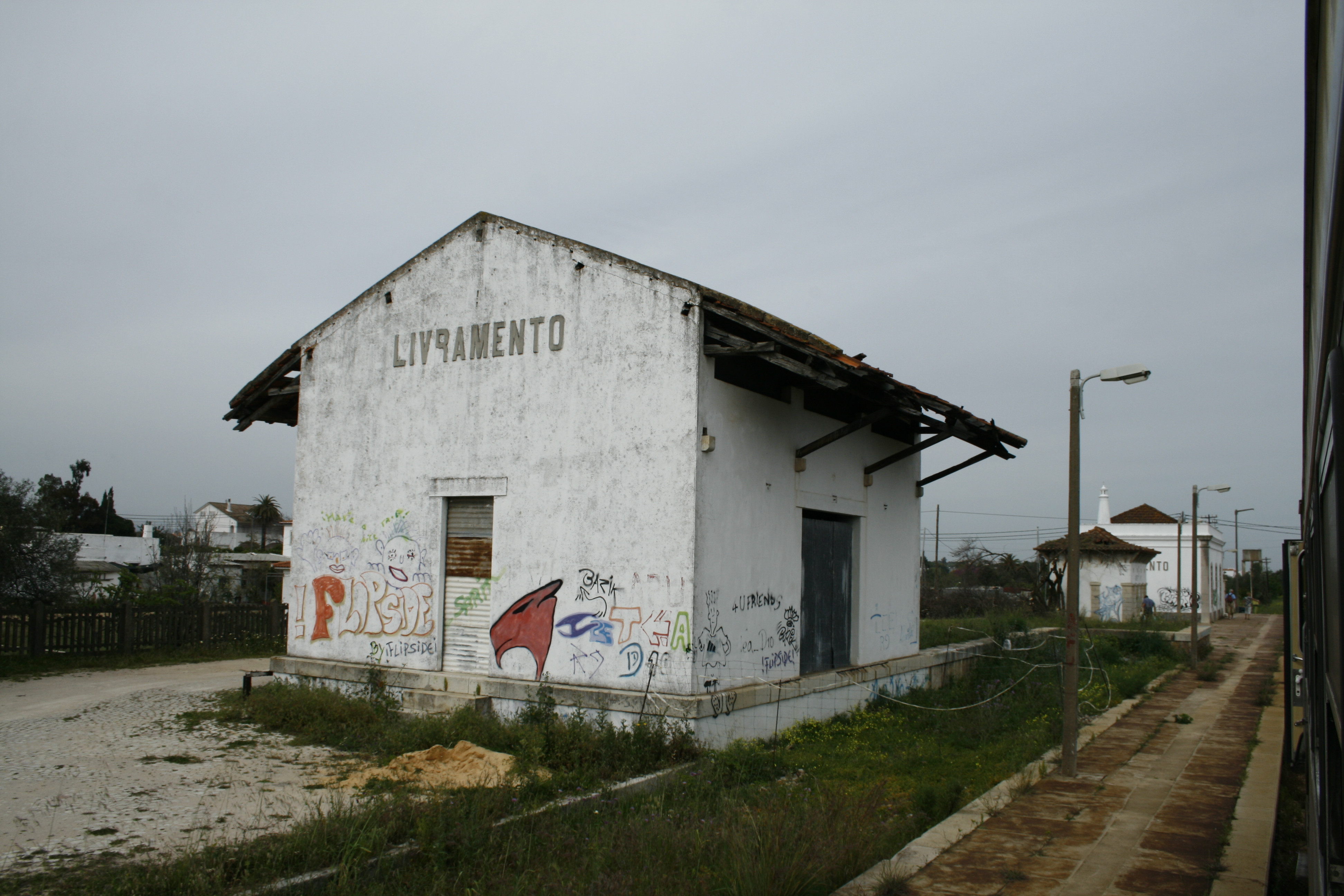
Antigo armazém do apeadeiro, em 2010.

### Movimento de mercadorias
As principais mercadorias recebidas neste apeadeiro, na década de 1970, eram adubos (especialmente no Outono, vindos da divisão da Companhia União Fabril de Faro), palha, materiais de construção (especialmente cimento), papel (principalmente no Outono, oriundo de Cacia), e trigo de semente.

### Século XXI
Em Setembro de 2007, a Rede Ferroviária Nacional iniciou o processo para a supressão de diversas passagens de nível no Algarve, incluindo uma nas imediações deste apeadeiro, que seria substituída por um viaduto rodoviário sobre a via férrea. A consignação para esta empreitada foi levada a cabo pela Rede Ferroviária Nacional, em 2009.